# Soilwork
Soilwork je švedski melodični det metal sastav iz Helsingborga.

## Biografija
Sastav su krajem 1995. osnovali Björn Strid i Peter Wichers pod nazivom Inferior Breed, ali već naredne godine menjaju ime u Soilwork. Svoj debitantski studijski album "Steelbath Suicide" objavljuju u maju 1998, a širu popularnost stekli su trećim, "A Predator's Portrait" objavljenog 2001. godine. Kroz sastav je prošlo mnogo članova, te su iz originalne postave ostali samo Strid i Wichers, s tim da je Wichers zbog iscrpljenosti i osobnih razloga napustio sastav 2005. godine no vratio se 2008. Do sada su objavili osam studijskih albuma, s tim da su na novijim počeli uvoditi elemente drugih žanrova, te su prihvatili melodičniji zvuk.

## Članovi
- Björn "Speed" Strid – Vokal (1995. -)
- Peter Wichers – Gitara (1995. - 2005, 2008. -)
- Sylvain Coudret – Gitara (2008. -)
- Ola Flink – Bas gitara (1998. -)
- Sven Karlsson – Klavijature (2001. -)
- Dirk Verbeuren – Bubnjevi (2005. -)

## Diskografija
- Steelbath Suicide (1998)
- The Chainheart Machine (2000)
- A Predator's Portrait (2001)
- Natural Born Chaos (2002)
- Figure Number Five (2003)
- Stabbing the Drama (2005)
- Sworn to a Great Divide (2007)
- The Panic Broadcast (2010)
- The Living Infinite (2013)
- The Ride Majestic (2015)
- Verkligheten (2019)
- Övergivenheten (2022)

## Galerija
- Bjorn Strid tokom koncerta 2016. godine
- Basista Markus Vibom
- Gitarista Silvain Kurdet
- Tokom koncerta 2019. godine u Nemačkoj
- Na Helfestu 2017. godine u Francuskoj